# نخل هیسپانیولا
نخل هیسپانیولا (نام علمی: Sabal domingensis) نام یک گونه از سرده نخلک‌ها است.